# Matthäus Seutter
Matthäus Seutter (Augsburg, 20. rujna 1678. − Augsburg, ožujak 1757.), njemački kartograf, graver i izdavač koji je djelovao u Augsburgu tijekom 18. stoljeća.

## Životopis
Rođen je kao sin zlatara u Augsburgu, a 1697. godine odlazi na školovanje kod J. B. Homanna (1663. – 1724.) u Nürnberg. Kartografsku karijeru započeo je u rodnom gradu radeći za izdavača J. Wolffa, no 1710. godine osniva vlastitu izdavačku kuću i počinje s tiskanjem atlasa i zemljovida odnosno izradom globusa. S obzirom na to da Augsburg u njegovo vrijeme nije imao sveučilište odnosno matematički i geografski kadar na koji bi se mogao oslanjati, Seutterovi radovi bili su manjkave originalnosti tj. uglavnom kopije starijih kartografskih radova. Ipak, izdao je tri značajna atlasa i više od 500 zemljovida među kojima se nalaze i brojni prikazi Hrvatske. Na jednom od njih prikazuje se i nova granica s Osmanskim Carstvom definirana Požarevačkim mirom iz 1718. godine. Nakon Seutterove smrti obiteljski posao nastavili su njegov sin Albrecht Karl, nećak C. T. Lotter, te njihov suradnik J. M. Probst.

## Opus
Atlasi
- Atlas Geographicus oder Accurate Vorstellung der ganzen Welt (1725.)
- Grosser Atlas (1734.)
- Atlas minor (1744.)

Zemljovidi
- Imperium Romano-Germanicum (1725.)
- Circulus Westphalicus in suas provincias et ditiones accurate distinctus et recentissime delineatus (1730.)
- Europa: Religionis Christianæ Morum Et Pacis Ac Belli Artium Cultu Omnium Terrarum Orbis Partium Præstantiss (1730.)
- Gallia (1730.)
- Saxoniæ Inferioris Circulus  (1730.)
- Ulma: memorabilis ac permunita libera Imperii Civitas ad Danubiem, ubi Ilera et Blauus ei miscentur (1730.)
- Alsatia Landgraviatus: cum utroque Marchionatu Badensi, Sundgovia, Brisgovia, magno tractu Herciniæ Silvæ et ditione IV. Urbium Silvestrium (1740.)
- Ducatus Mutinensis, Regiensis Et Carpiensis cum magna Provinciarum conterminarum parte (1740.)
- Germania Augustiniana (1740.)
- Germaniæ Inferioris sive Belgii Pars Meridionalis (1740.)
- Les Routes Exactes Des Postes Du Royaume De France (1740.)
- Nova et accuratißima Ducatus Wurtenbergici cum Territoriis conterminis Designatio (1740.)
- Novissima et accuratissima Delineatio Status Ecclesiæ et Magni Ducatus Hetruriæ (1740.)
- Historia Imperii Romano-Germanici (1746.)
- Circulus Franconicus (1750.)

## Poveznice
- Povijest kartografije